# Cantón de Castelnau-de-Montmiral
El cantón de Castelnau-de-Montmiral era una división administrativa francesa, que estaba situada en el departamento de Tarn y la región de Mediodía-Pirineos.

## Composición
El cantón estaba formado por doce comunas:
- Alos
- Andillac
- Cahuzac-sur-Vère
- Camapgnac
- Castelnau-de-Montmiral
- Larroque
- Le Verdier
- Montels
- Puycelsi
- Saint-Beauzile
- Sainte-Cécile-du-Cayrou
- Vieux

## Supresión del cantón de Castelnau-de-Montmiral
En aplicación del Decreto n.º 2014-170 de 17 de febrero de 2014, el cantón de Castelnau-de-Montmiral fue suprimido el 22 de marzo de 2015 y sus 12 comunas pasaron a formar parte del nuevo cantón de Viñedos y Bastidas.